# 澤野修
澤野 修（さわの おさむ、議会では「沢野 修」とも、1945年 - ）は、日本の政治家。
元新潟県東蒲原郡津川町長（2期）、新潟県議会議員（6期）。新潟県議会議長や副議長を歴任した。

## 来歴
1945年、新潟県東蒲原郡津川町（今の阿賀町）出身。明治大学経営学部経営学科卒業。
1993年（平成5年）、48歳で津川町長選挙に立候補し初当選。2000年頃まで務めた。
2000年（平成12年）、前任者が急逝したことを受けて、新潟県議会選挙に立候補し初当選した。以後6期務める。
2005年（平成17年）6月、第99代新潟県議会副議長に就任。
2006年（平成18年）7月、第96代新潟県議会議長に就任。
2023年（令和5年）4月の統一地方選挙で引退した。息子の澤野亮が後継として自民党公認で出馬し、五泉市東蒲原郡選挙区から無選挙で当選した。